# James Middleton Cox
Pour les articles homonymes, voir Cox et James Cox.
James Middleton Cox, né le 31 mars 1870 à Jacksonburg (États-Unis) et mort le 15 juillet 1957 à Kettering (États-Unis) est un enseignant, journaliste, magnat de la presse et homme politique américain, battu lors de l'élection présidentielle américaine de 1920 par Warren G. Harding par 26,03 points d'écart, soit le le plus élevé des XXe et XXIe siècles.

## Biographie
Cox est né et a grandi dans l'Ohio où il commence sa carrière en tant que relecteur-correcteur au Cincinnati Enquirer en 1892 avant de devenir l'attaché parlementaire de Paul J. Sorg (en), représentant du troisième district de l'État au Congrès, en 1894. De retour de Washington, Cox fait l'acquisition en 1898 du Dayton Evening News, un magazine en difficulté financière. S'empressant de le renommer Dayton Daily News, il le transforme en journal à succès, surpassant ses concurrents, grâce à une série d'innovations journalistiques. Par ailleurs, il se sert de cette nouvelle tribune pour dénoncer Joseph Edwin Lowes, le patron corrompu du Parti républicain à Dayton, et John Henry Patterson, le fondateur de la NCR Corporation, qui multiplie les violations des lois Antitrust. En 1905, Cox commence à tisser la toile de son futur empire médiatique en acquérant le journal Press-Republic de Springfield, qu'il renomme Springfield Daily News.
En 1908, Cox se présente aux élections américaines de la Chambre des représentants (en) dans le troisième district de l'Ohio et parvient à se faire élire sous l'étiquette démocrate avec 48,1 % des suffrages exprimés contre 28,5 % pour son principal adversaire, le candidat sortant J. Eugene Harding (en). En 1910, il est largement réélu (55,5 %) lors d'un scrutin essentiellement triangulaire l'opposant au républicain George R. Young (33 %) et au socialiste Harmon Evans (11 %).
Puis il exerce les fonctions de gouverneur de l'Ohio. Il échoue comme candidat démocrate à l'élection présidentielle de 1920 avec Franklin Delano Roosevelt comme colistier. Il meurt le 15 juillet 1957 à Kettering (Ohio), à l'âge de 87 ans.